# Xã Noble, Quận LaPorte, Indiana
Xã Noble (tiếng Anh: Noble Township) là một xã thuộc quận LaPorte, tiểu bang Indiana, Hoa Kỳ. Năm 2010, dân số của xã này là 1.625 người.